# 秋葉隆史
秋葉 隆史（あきば たかし、1967年1月9日 - ）は、日本のテレビディレクター。東京都出身。國學院大學卒。

## 人物
萩本欽一の笑いで育ち、同じ誕生日である映画監督大林宣彦に憧れ、中学生時代からビデオ作品を作り始める。中学2年の時に作った「一筆書きツアー」という作品が「東京ビデオフェスティバル」で佳作に入賞。
日本大学第二高等学校時代にはさらに「マニアな笑い」に影響を受ける。小堺一機と関根勤によるコサキンの世界に引きずり込まれ、当時2人がやっていたラジオ番組ではハガキ職人ならぬ「工作職人」として常連となり（『ザ・欽グルスショー』では、ラジコンで動くウニを贈ったことで、その後番組イベント「ウニ展」が開催されるほどの話題となった）、コサキンの両者と現在に至って交流を持つ。
國學院大學卒業後、東北新社の関連会社オムニバス・ジャパンに入社。最初はアシスタント、その後はチーフエディターを務める。仕事の傍ら、私小説ならぬプライベート作品作りにも着手。当時制作した「A Hartful Story～ふるさとみつけた」がNHK主催のコンテスト「飛騨高山ビデオ映像祭」で審査員特別賞を受賞、エディターからディレクターへと転進するきっかけとなる。またこの作品に使用した音楽がさだまさしであったことから、さだの作品に影響された作品を今日まで作るようになる。
オムニバス・ジャパン退職後、宮城県仙台市の有限会社DP KIKAKUに所属し制作部のディレクターとして仙台放送に派遣され「夕やけTV編集局」「ほっとチャンネル」「はいっチーズ!」などを手がける。
その後、宮城県内の各局の番組に参加後、1998年宮城テレビ放送に出向。県内初の朝のローカル番組あッ!晴れテレビの立ち上げから参加し、その後は同局の「OH!バンデス」でチーフディレクターに。演出からプロデュース業務までこなし、ミヤギテレビサービスへ移籍。

## エディター時代の主な作品
- ズームイン!!朝!朝の詩 日本テレビ
- ニュースステーション特集 テレビ朝日
- スーパーテレビ情報最前線 日本テレビ
- Railway Story WOWOW

## プロデュース企画
- 1998年 - 2010年 あッ!晴れテレビ〜OH!バンデス 『DVD倶楽部』
- 2006年3月 - 2007年4月 OH!バンデス 『くりでん（くりはら田園鉄道）応援プロジェクト』
  - 廃止まで1年と迫った宮城県の第3セクター鉄道を盛り上げるため、プロジェクトを企画演出。
  - 番組の電車男四天王のひとりとして「テツ（鉄道ファン）」であることをカミングアウト。出たがりディレクター振りを発揮した。